# Camp d'Austerlitz
Le Camp Austerlitz est un camp de travail forcé dirigé par les nazis, situé au 43 quai Panhard-et-Levassor (anciennement 43 quai de la Gare), dans le 13e arrondissement de Paris. Ouvert le 1er novembre 1943 et évacué le 12 août 1944, il fait travailler 400 Juifs « conjoints d'aryens » ou considérés comme « demi-Juifs », c'est-à-dire des personnes dont seul un des deux parents est juif. Il est installé dans le « magasin central d'Austerlitz », entrepôt principal de meubles saisis par la Dienststelle Westen (antenne ouest) de l’Einsatzstab Reichsleiter Rosenberg (ERR) dans des appartements de Juifs déportés, expatriés ou entrés en clandestinité. Il s'agit, avec le camp Bassano et le camp Lévitan, de l'une des trois annexes parisiennes du camp de Drancy.

## Histoire
Au no 43 quai Panhard-et-Levassor (anciennement quai de la Gare), les anciens Entrepôts des magasins généraux de Paris (EMGP) sont réquisitionnés sous le régime de Vichy et l'Occupation allemande et officiellement rebaptisés « Préfecture de la Seine, magasin central ». Ils sont communément appelés « magasin central d'Austerlitz », dits aussi « galerie d'Austerlitz » puis, à partir de 1943 « camp d'Austerlitz » et « annexe du camp de Drancy »,
.
Ces lieux servent à la Dienststelle Westen de l’Einsatzstab Reichsleiter Rosenberg (ERR) d'entrepôt principal pour les objets d'ameublement saisis dans le cadre de l’Aktion M (Aktion Möbel) dans les appartements abandonnés de Juifs déportés, expatriés ou entrés en clandestinité (voir : Spoliation d'œuvres d'art par le régime nazi)
Pour le tri, l'emballage et la manutention des objets destinés à être acheminés et redistribués en Allemagne aux victimes des bombardements, 194 Juifs internés par les forces d'occupation au camp de Drancy, mais temporairement exclus de déportation (Juifs dits « conjoints d'aryens », « demi » ou « quart » de juif) y sont transférés dès le 1er novembre 1943.
Ultérieurement, environ 400 détenus sont mis à la besogne dans ce camp d'internement et de travail forcé. Après l'évacuation de ces derniers vers Drancy, organisée le 12 août 1944 à l'approche des Forces armées des États-Unis, les bâtiments, bombardés le 23 août 1944, sont reconstruits à l'identique puis finalement démolis. 
Le dernier vestige disparait en 1997 avec les deux plaques commémoratives, apposées dans les années 1950 pour rappeler l'existence de ce camp et honorer la mémoire des internés. Trois nouvelles plaques les remplacent, dont deux sont fixées sur des lampadaires et une apposée sur l'immeuble contemporain portant les nos 41 et 43.
Contrairement à une idée reçue largement diffusée, le camp d'Austerlitz ne se trouvait pas à l'emplacement du site de Tolbiac de la Bibliothèque nationale de France. Ce dernier est implanté quai François-Mauriac, dans le prolongement du quai Panhard-et-Levassor, à une distance de plusieurs centaines de mètres,.

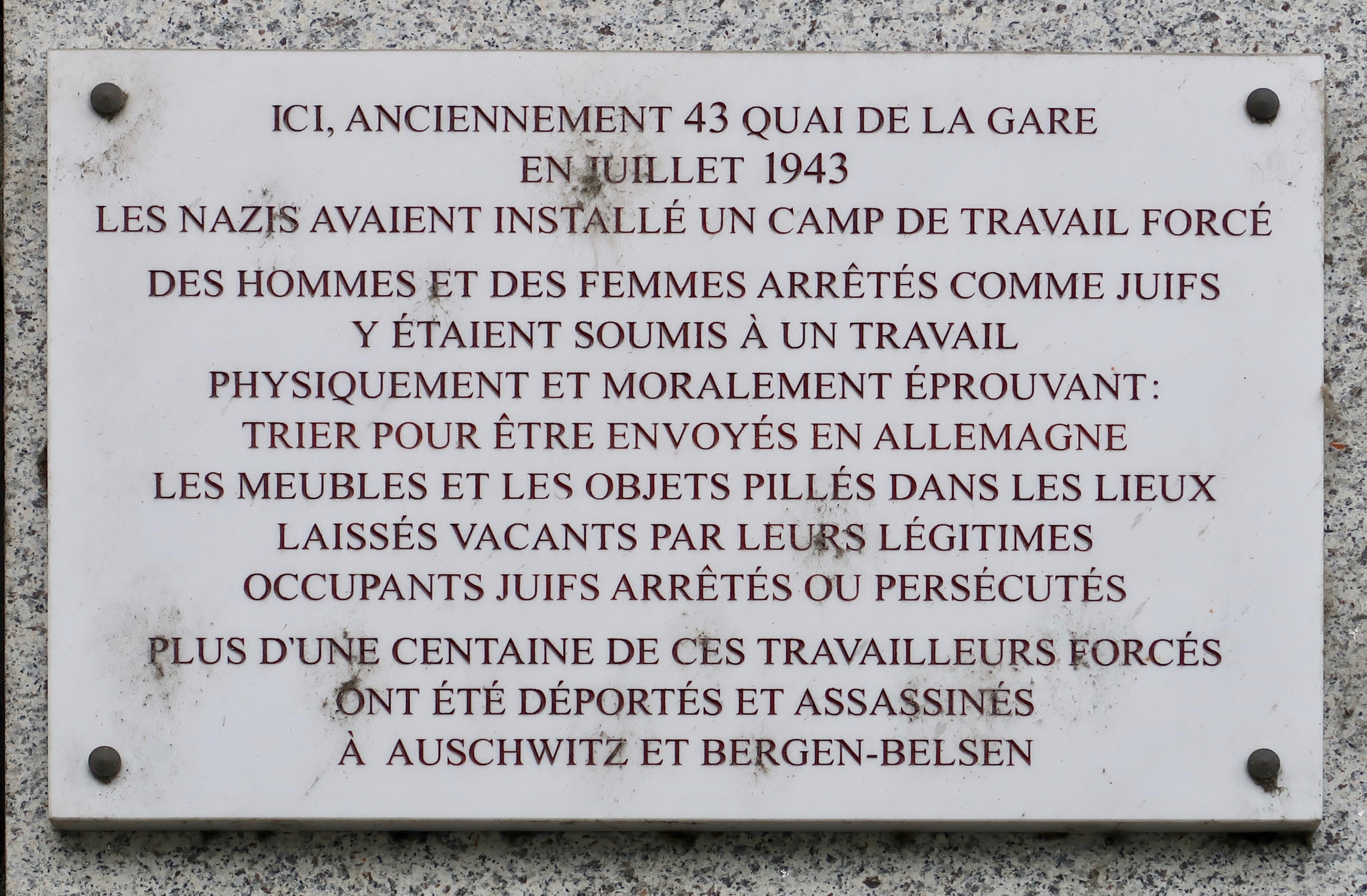
Plaque au no 43.
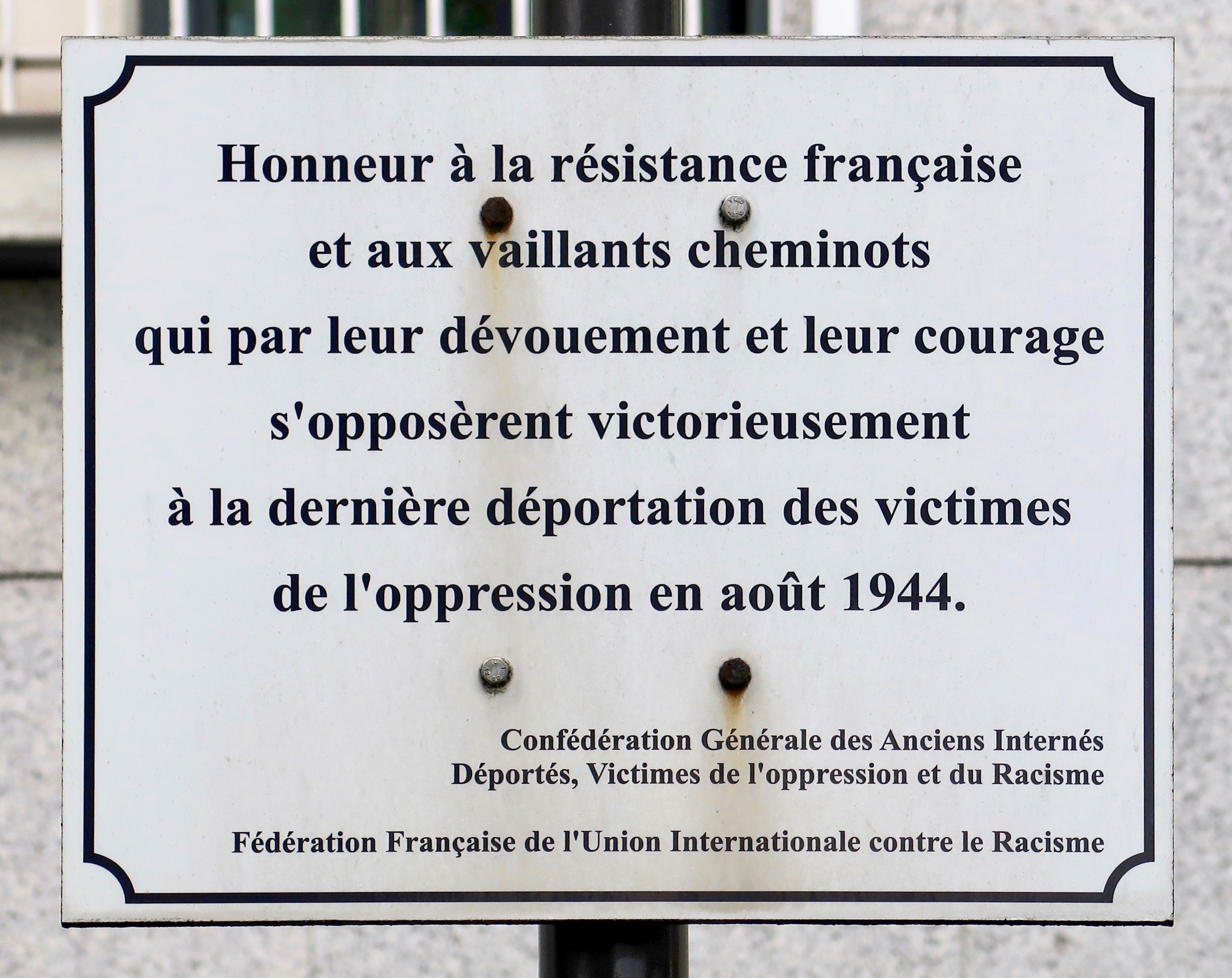
Idem.

Le camp d'Austerlitz est détruit par une bombe incendiaire allemande, le 26 août 1944.

## Détenus notables
- Vidal Modiano (1888-1971), chirurgien français.
- Boris Peskine (1911-1991), cinéaste français.